# Semnons

Répartition des peuples germaniques au Ier siècle ap. J.-C.

Les Semnons (en latin: Semnones) étaient un peuple germanique de l'Antiquité.

## Mentions antiques
Le peuple semnon s’est établi entre l’Elbe et l'Oder au Ier siècle quand il est décrit par Tacite. 
Strabon signale qu’au temps d'Auguste ils étaient soumis au roi marcoman Marobod et qu’ils se rallièrent à Arminius en 17.
Selon Dion Cassius, leur roi Masyus fut reçu à la cour de Domitien en 91 de notre ère. 
Au IIIe siècle, les Semnons se déplacèrent vers le sud et finirent dans une partie de l'Alémanie. La stèle d’Augsbourg, un mémorial romain du IIIe siècle, précise que les Semnons étaient aussi appelés Juthunges.